# 罗家洼乡
罗家洼乡是中国陕西省渭南市澄城县下辖的一个乡。

## 行政区划
罗家洼乡下辖以下行政区：
罗家洼村、虎佃村、杨家陇村、北寺村、东永固村、西永固村、遮路村、新庄村、义城村、亲邻村、西庄村、许庄村、西北庄村、陈家醍醐村、上马店村、郑家洼村、东马店村、西马店村、车盖村、郊城村、杜家洼村